# Клеменс Краус
Клеменс Хајнрих Краус (Беч, 31. март 1893 — Ервалд, 16. мај 1954) био је аустријски диригент и оперски импресарио, посебно повезан са музиком Рихарда Штрауса, Јохана Штрауса и Рихарда Вагнера. Основао је Новогодишњи концерт Бечке филхармоније и дириговао њиме до 1954. године.

## Одрастање и приватни живот
Краус је рођен у Бечу од мајке Клементине Краус, тада 15-годишње плесачице у балету бечке царске опере, касније водеће глумице и оперетне певачице, нећакиње истакнутог оперског сопрана из деветнаестог века Габријеле Краус. Клеменсов отац био је Шеваље Хектор Балтаци (1851-1916), који је потицао из породице богатих фанариотских банкара са пребивалиштем у Бечу. Балтацијева старија сестра Хелена била је удата за барона Албина фон Вечере и била је мајка баронице Марије Вечере.
Клеменс Краус је певао у Хофкапели (  - Царски хор) у Хору бечких дечака због свог „изванредно лепог сопранског гласа“. Дипломирао је на Бечком конзерваторијуму 1912., након што је тамо студирао композицију код Хермана Греденера и теорију код Рихарда Хојбергера. Потом је постављен за хоровођу у Позоришту у Брну у Моравској, где је дебитовао као диригент 1913.
Био је прво ожењен сопраном Маргаретом Абрахам (1889–1963). Имали су два сина, Октавијана и Оливера. Румунска сопран певачица Виорика Урсуљак, била је његова друга супруга, са којом је живео у селу Ервалд у Тиролу до своје смрти 1954. године.

## Каријера
Клеменс Краус је дириговао у Риги (1913-1914), Нирнбергу (1915) и Шчећину у Померанији (1916-1921). Потом се вратио у Аустрију као директор оперских и симфонијских концерата у Грацу. Године 1922. позвао га је Рихард Штраус да се придружи диригентском особљу Бечке државне опере. Дириговао је Бечким Тонкунстлер концертима од 1923. до 1927. године. Од 1924. до 1929. године. био је интендант Опере у Франкфурту и директор концерата тамошњег Музеја.
Године 1926. дебитовао је на Салцбуршком фестивалу. Дириговао је као гост у Сједињеним Државама 1929, са Филаделфијским оркестром и Њујоршком филхармонијом. Такође 1929. године, именован је за директора Бечке државне опере, где је дириговао неколико опера Рихарда Штрауса и других савременика, међу којима су авангардни атонал Воцека Албана Берга и Шванда гајдаш Јаромира Вајнбергера, две опере које су први пут изведене у Бечу 1930. године. Оркестар Бечке државне опере, чији су чланови формирали независну концертну целину познату као Бечка филхармонија, именовао га је за свог музичког директора 1930. Био је и редовни диригент Салцбуршког фестивала од 1929. до 1934. године. У Бечу и Салцбургу, његов најближи сарадник био је редитељ Лотар Валерштајн. Године 1933. преузео је светску премијеру опере Арабела Рихарда Штрауса у Дрездену након одласка диригента Фрица Буша у Енглеску.
Краус је морао да одустане од својих бечких позиција 1933. и крајем 1934. године. Његова посвећеност савременој музици изазвала је финансијске губитке Филхармоније па је оркестар укинуо место сталног диригента. Од 1933. године оркестар је сам одлучивао о програму својих концерата. У Државној опери је постао жртва неколико интрига тако да је министар понудио нови уговор само на годину дана. Нацисти су позвали Клеменса Крауса да режира Берлинску државну оперу 1935. након што је Ерих Клајбер поднео оставку у знак протеста против политике националсоцијалистичке владе. Краус никада није био члан НСДАП-а или његових филијала, али је имао неколико састанака са високим представницима режима, укључујући Геринга и Хитлера. Током 1930-их он и његова жена су били укључени у помагање Јеврејима да побегну из Немачке. Након што се спријатељио са британском списатељицом Идом Кук и њеном сестром Мери, обе обожаватељице опере, подржао је њихову операцију спасавања која је почела након што је Виорика Урсуљак замолила куваре да помогну једном јеврејском пријатељу. Краус је покривао њихову операцију спасавања и пребацивања људи, па је представе у Минхенској опери организовао у време и у градовима који су сестрама Кук били потребни ради ступања у контакт са бегунцима. Претпоставка је да је овом операцијом могло бити спасено најмање 29 Јевреја.
Године 1937. Краус је именован за интенданта Народног позоришта у Минхену након оставке Ханса Кнаперцбуша. Постао је близак пријатељ Рихарда Штрауса, па је чак написао и либрето за његову оперу Капричо коју је премијерно извео у Минхену 1942. Дириговао је и премијерама Штраусових опера Дан слободе (1938. у Минхену) и Љубав Данаје (1944/1952. у Салцбургу). Током раних 1940-их, предавао је на Универзитету Моцартеум у Салцбургу.
Након што је Mинхенска опера била уништена савезничким бомбардовањем, Краус се вратио да диригује Бечком филхармонијом 1944-45, све док она није престала са радом непосредно пре краја Другог светског рата. После рата, савезнички званичници су истраживали његову каријеру и забранили му да се појављује у јавности све до 1947. године. Краус је затим наставио да диригује многим концертима Бечке филхармоније, укључујући новогодишње поп концерте са валцерима, увертирама и полкама Јохана и Јозефа Штрауса.
Године 1951. вратио се у Ковент Гарден у Лондону где је 1934. режирао прве британске представе Арабеле. Године 1953. први пут је позван на Фестивал у Бајројту, где је дириговао импресивним циклусом Вагнеровог Прстена Нибелунга, са Астрид Варнеј у главној улози Брунхилде. Такође је 1953. године снимио Парсифала у Бајројту, са Мартом Модл у улози Кандрије.

## Смрт
Клеменс Краус је умро 1954. године на турнеји са Бечком филхармонијом у Мексико Ситију. Сахрањен је у Ервалду у Аустрији заједно са својом супругом, певачицом Виориком Урсуљак, која је умрла 1985.